# Гаденко Мар'ян Ілліч
Мар'ян Ілліч Гаденко (15 вересня 1955, Сторожинець, Чернівецька область — 3 грудня 2021, Київ) — український композитор, поет-пісняр, народний артист України, почесний громадянин міста Сторожинець, почесний громадянин міста Бучі, телеведучий на загальнонаціональному телеканалі «Перший», виконавець власних пісень, засновник та організатор міжнародних і національних музичних фестивалів та конкурсів «Доля», «Прем'єра пісні», «Соловейко України», «Осіннє рандеву», «Рідна мати моя» та інших.

## Життєпис
Народився 15 вересня 1955 року в місті Сторожинець неподалік Чернівців. Дитинство і молодість пройшли у Сторожинці, де навчався в музичній школі, та Чернівцях (куди переїхав зі Сторжинця після закінчення 8 класів середньої школи №1), де нині стоїть його хата — за 100 метрів від хати Назарія Яремчука і за 100 метрів від хати Володимира Івасюка.
Як розповідав сам М. Гаденко після завершення строкової військової служби в Балтійському флоті Військово-морського флоту СРСР з 1977 року розпочалася його служба в правоохоронних органах Чернівців. На цю посаду його було призначено завдяки рекомендації дружини Ольги, коли спочатку їй (молодому, талановитому викладачу історії) запропонували попрацювати в міліції. Через декілька років у свої двадцять п'ять Мар'ян Гаденко вже став наймолодшим в історії України начальником відділу боротьби з розкрадання соціалістичної власності міста Чернівці.
Під час служби в органах внутрішніх справ він закінчив у 1982 році Чернівецький державний університет, здобувши фах економіста. Протягом десяти років (1988–1998) служив у Львові на посаді начальника відділу боротьби з організованою злочинністю на Львівській залізниці. Усього прослужив в органах внутрішніх справ 27 років. На пенсію пішов з посади заступника командувача внутрішніх військ Міністерства внутрішніх справ України.
Після смерті телеведучої Тамари Володимирівни Щербатюк, яка була авторкою та ведучою програми «Надвечір'я» — почала виходити в ефір програма «Надвечір'я. Долі», автором та ведучим якої став Мар'ян Гаденко. В рамках телепрограми створив цикл програм про українців в Європі, відвідавши Румунію, Литву, Францію, Німеччину, Австрію та ін.
З 1998 працював, творив та мешкав у Києві.
Помер вранці 3 грудня 2021 в місті Києві від серцевого нападу.
Поховали 5 грудня 2021 року в місті Сторожинець поруч з могилою сина Володимира.

## Творчий доробок
Мар'ян Гаденко є справжнім популяризатором української пісні та першовідкривачем багатьох молодих виконавців як засновник Міжнародного пісенного фестивалю «Доля», Всеукраїнського фестивалю сучасного українського романсу «Осіннє рандеву», Міжнародного пісенного проекту «Прем'єра пісні», міжнародних дитячих фестивалів «Пісенне джерело» та «Чорнобаївські зорепади», Всеукраїнського конкурсу пісні про маму «Рідна мати моя».
У своєму доробку має понад десяти аудіоальбомів і компакт-дисків: «Зорепад», «Зорепад-1», «Зорепад — 2», «Зорепад −3», «Пісенне джерело», «Доля», «Моя пісня — моя доля», «Живу - люблю», «Все минуло...», «Пісенна іскра любові», «З отчої криниці» (присвячений пам'яті сина Володимира, який трагічно загинув 13 травня 2007 року).

## Про Мар'яна Гаденка в літературі
Вірші «Приходьте люди до Мар'яна грітись» надруковані в книзі Володимира Мельникова «Друзям»:
«Та пісня, наче чисте джерело,

З якого пити нам і не напитись.

Гаденко… це – і пісня, і тепло.

Приходьте, люди, до Мар’яна грітись!»

## Увіковічення пам’яті
- Відкрито меморіальну дошку на честь М.І.Гаденка на будівлі музичної школи міста Сторожинець.
- На мапі столиці України з'явився провулок Мар'яна Гаденка. Подання до Київської міської ради з проектом рішення ради щодо перейменування провулку Федосєєва в Солом’янському районі міста Києва на провулок Мар’яна Гаденка підписав Київський міський голова Віталій Володимирович Кличко, а відповідне рішення прийнято радою 18 січня 2024 року.

## На сцені та серед глядачів

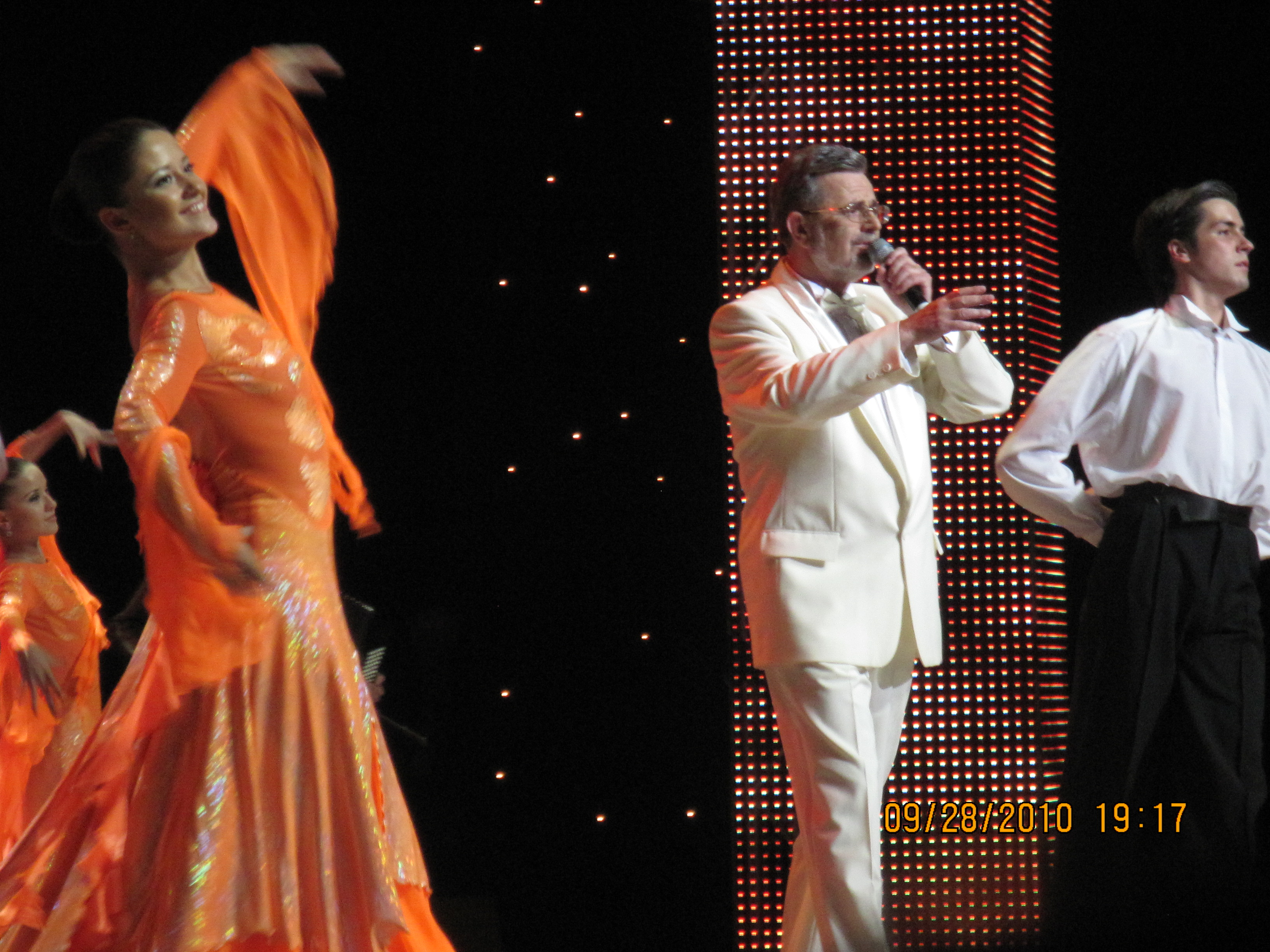
Виступ Мар'яна Гаденка в Національному палаці мистецтв «Україна»
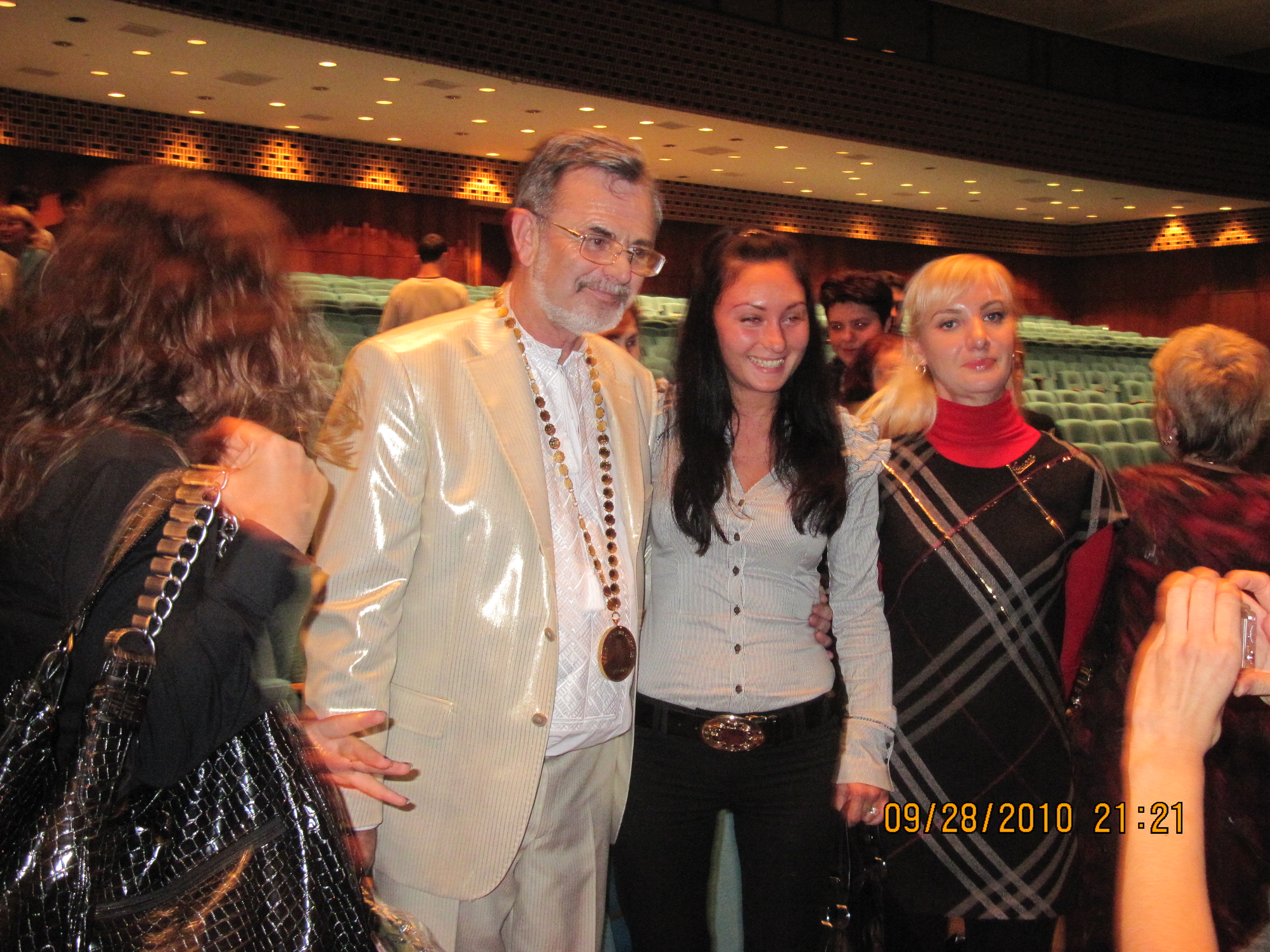
Мар'ян Гаденко в Національному палаці мистецтв «Україна»
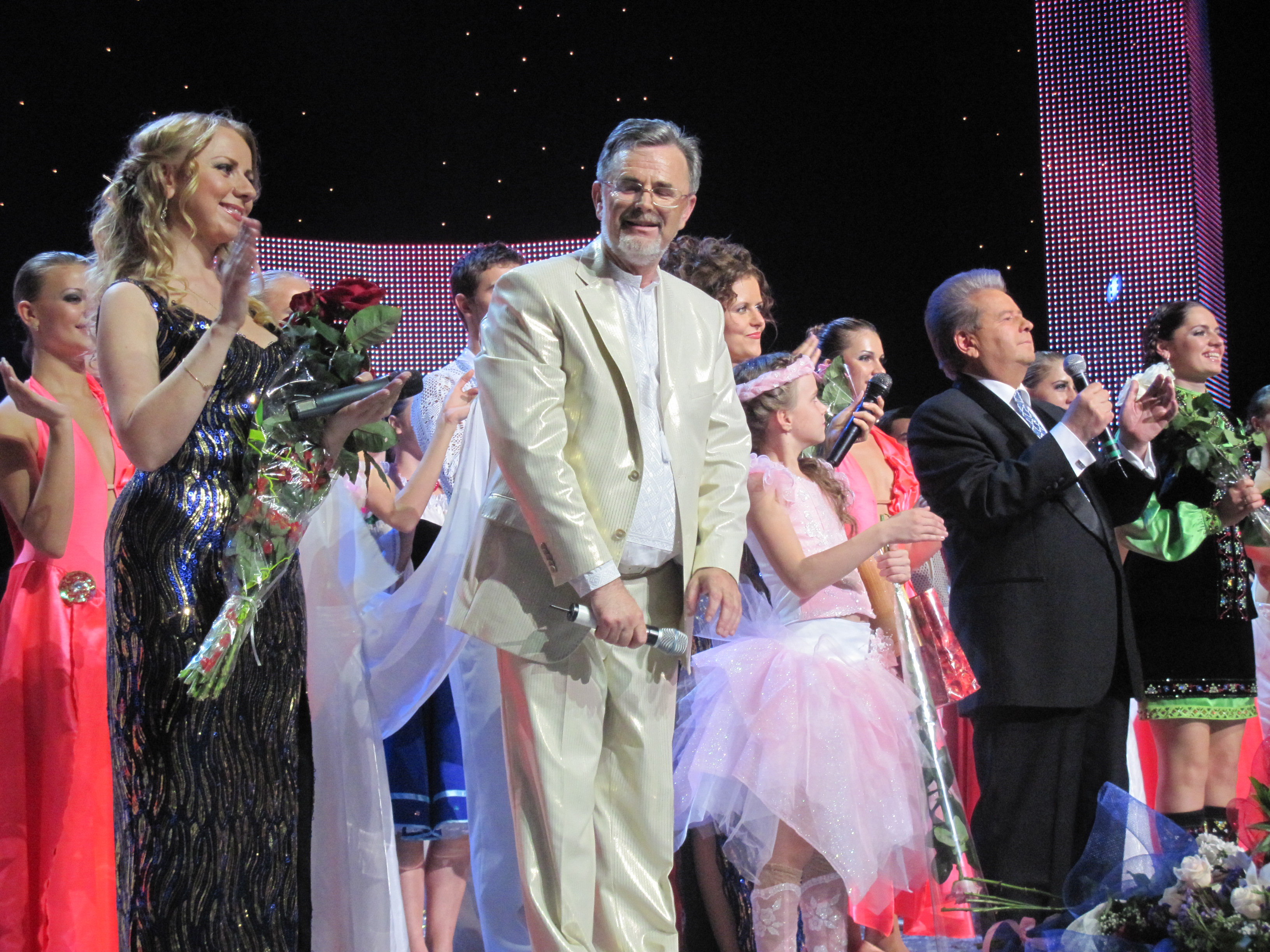
Мар'ян Гаденко, Михайло Поплавський, Марта Шпак
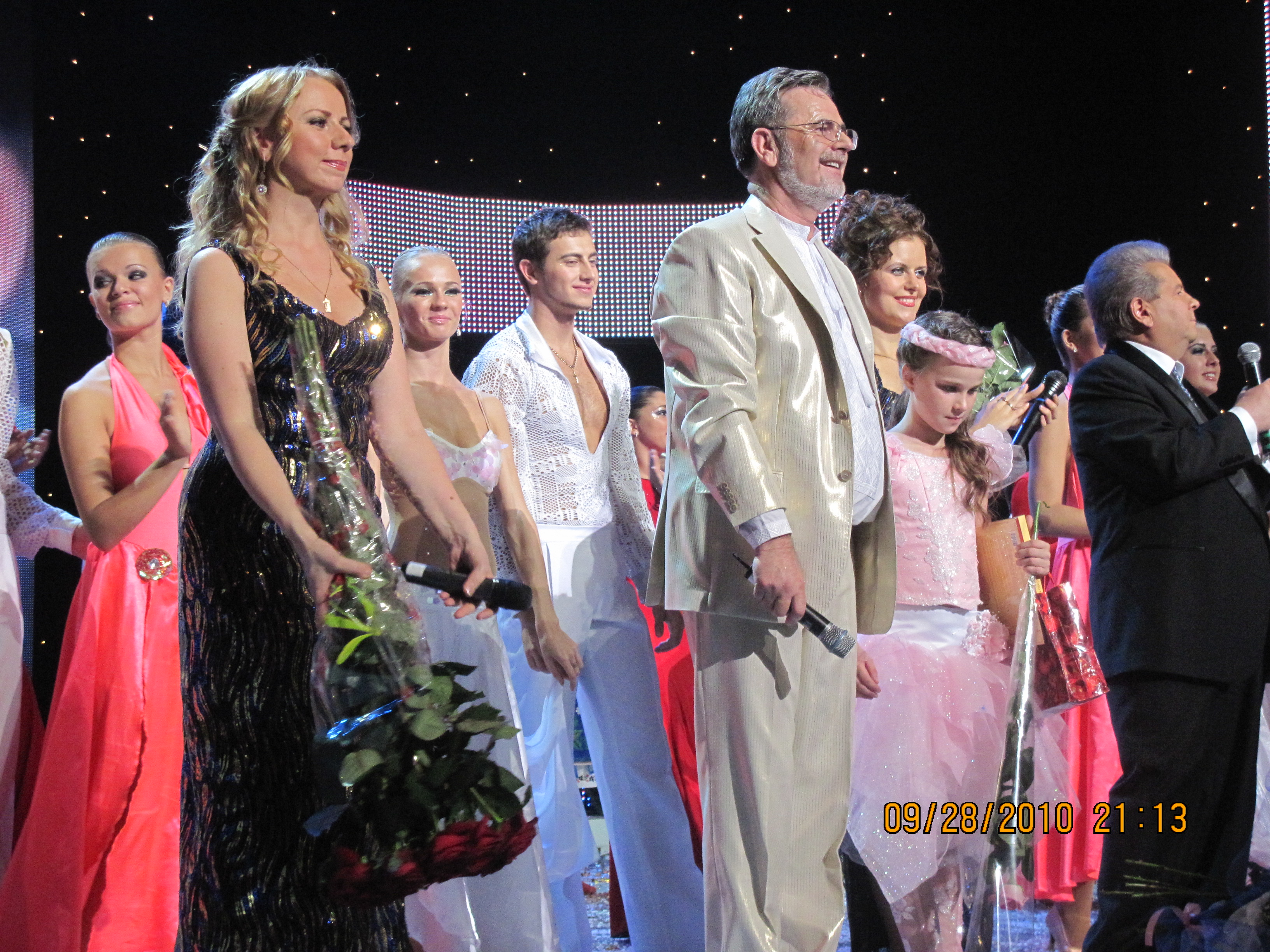
Мар'ян Гаденко, Михайло Поплавський
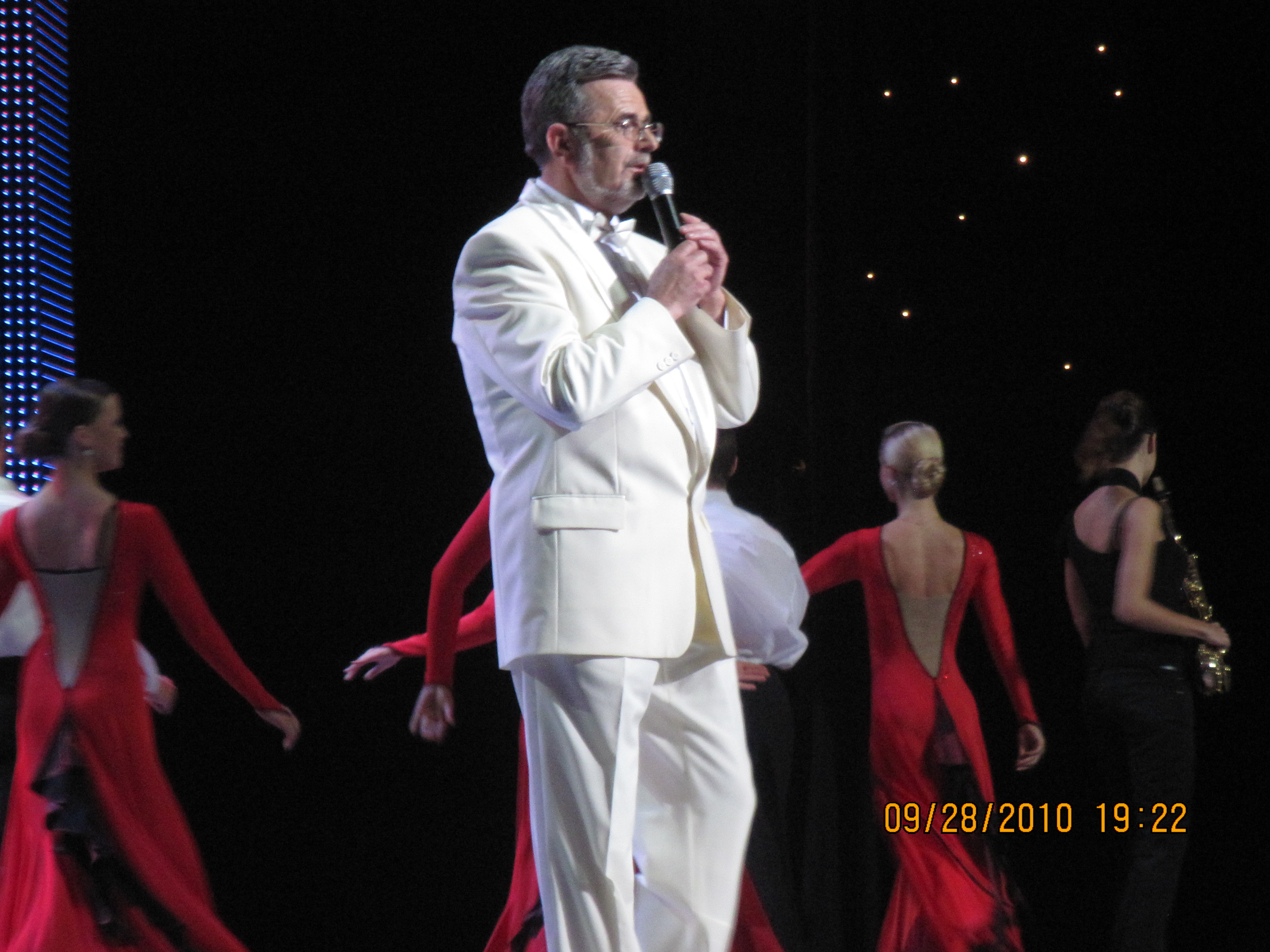
Виступ Мар'яна Гаденка в Національному палаці мистецтв «Україна»
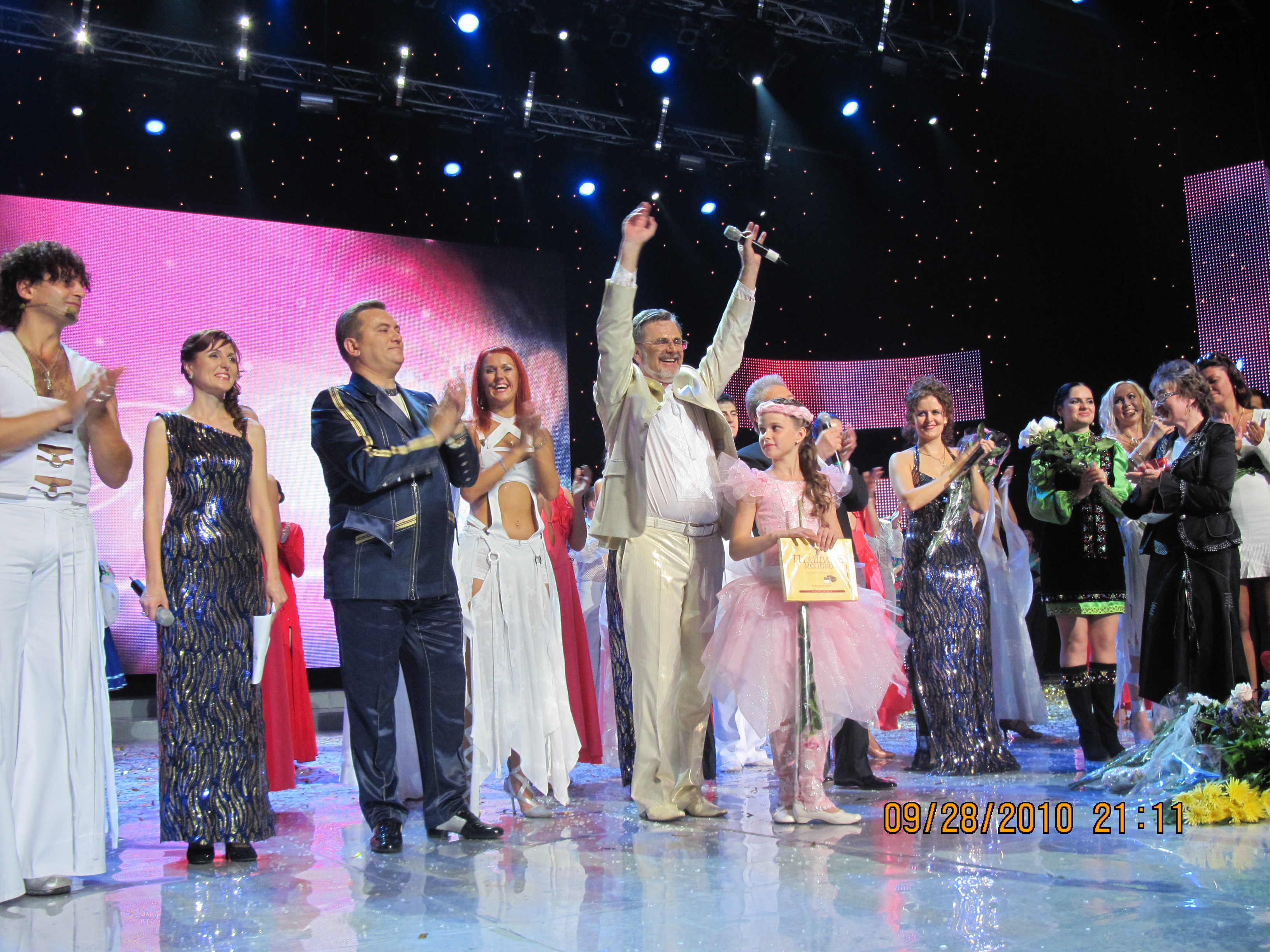
Мар'ян Гаденко в Національному палаці мистецтв «Україна»

## Нагороди, відзнаки, звання

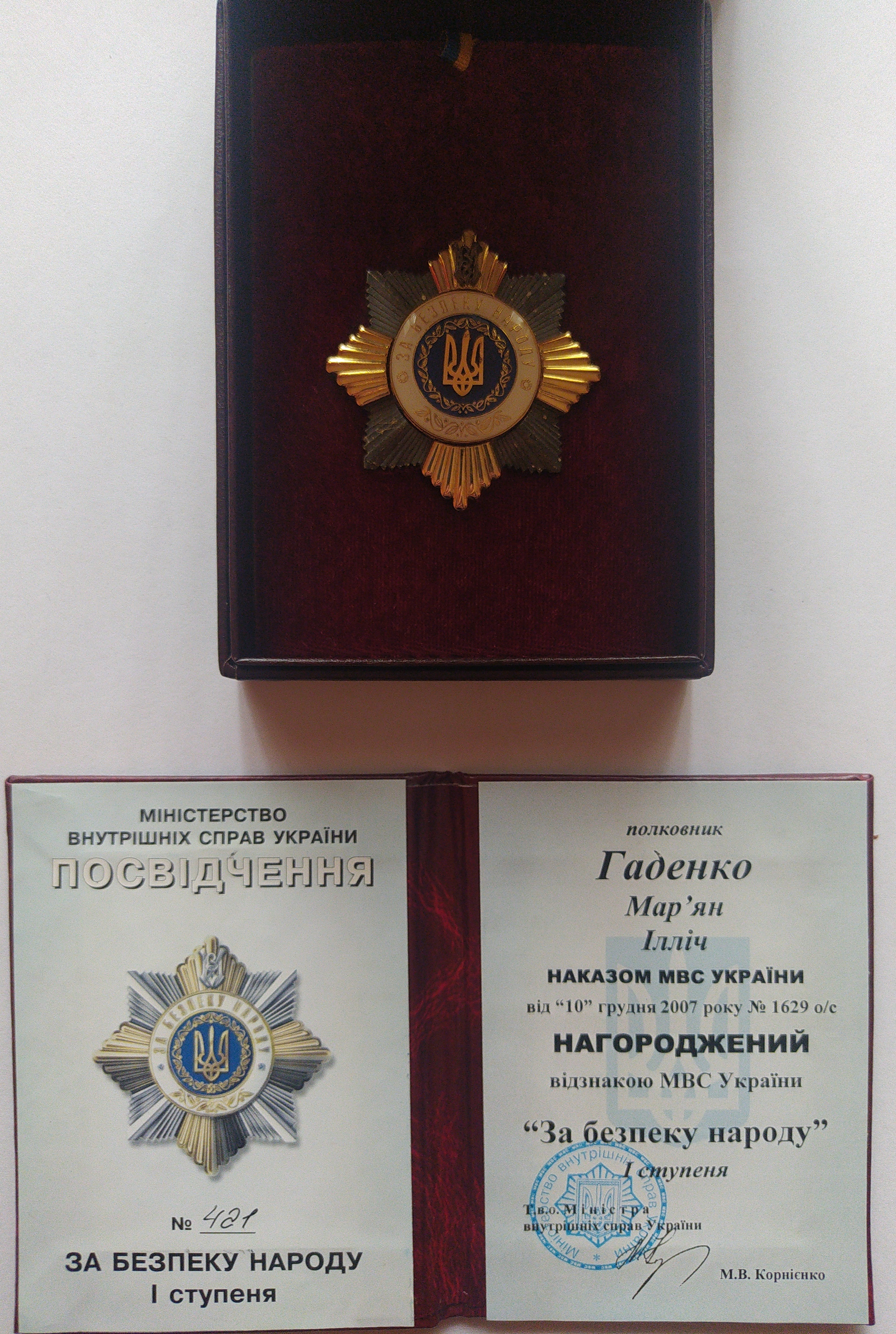
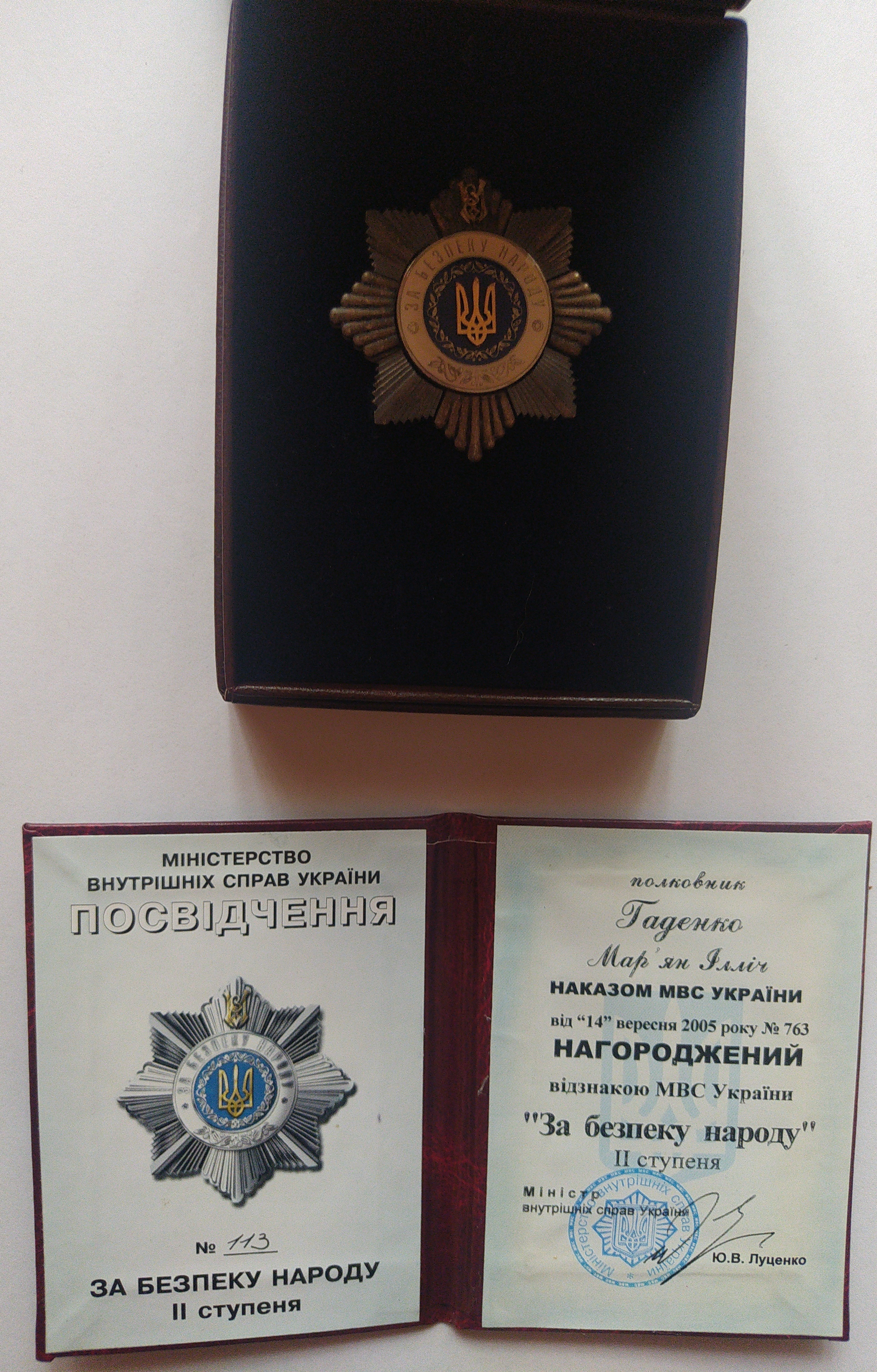
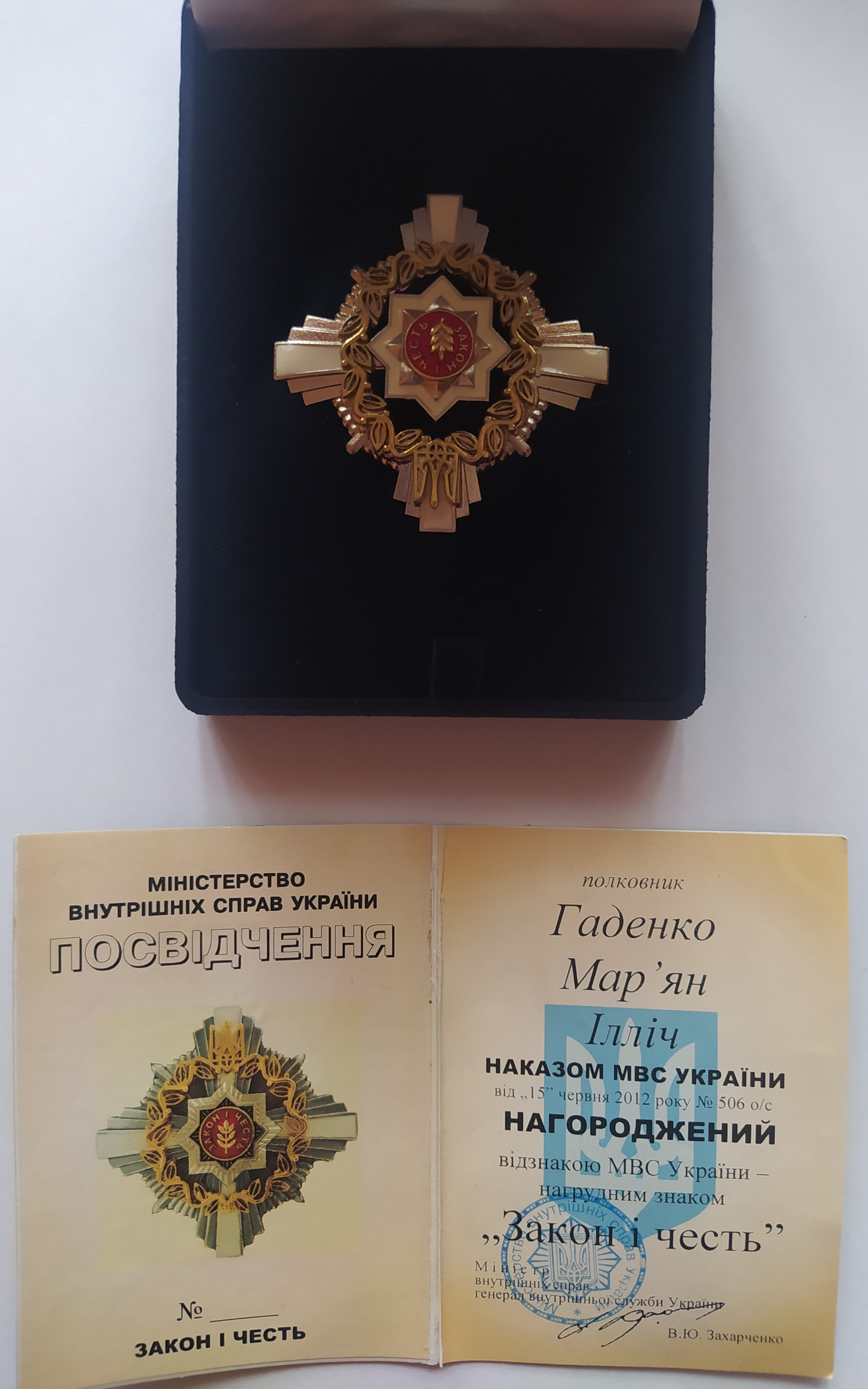
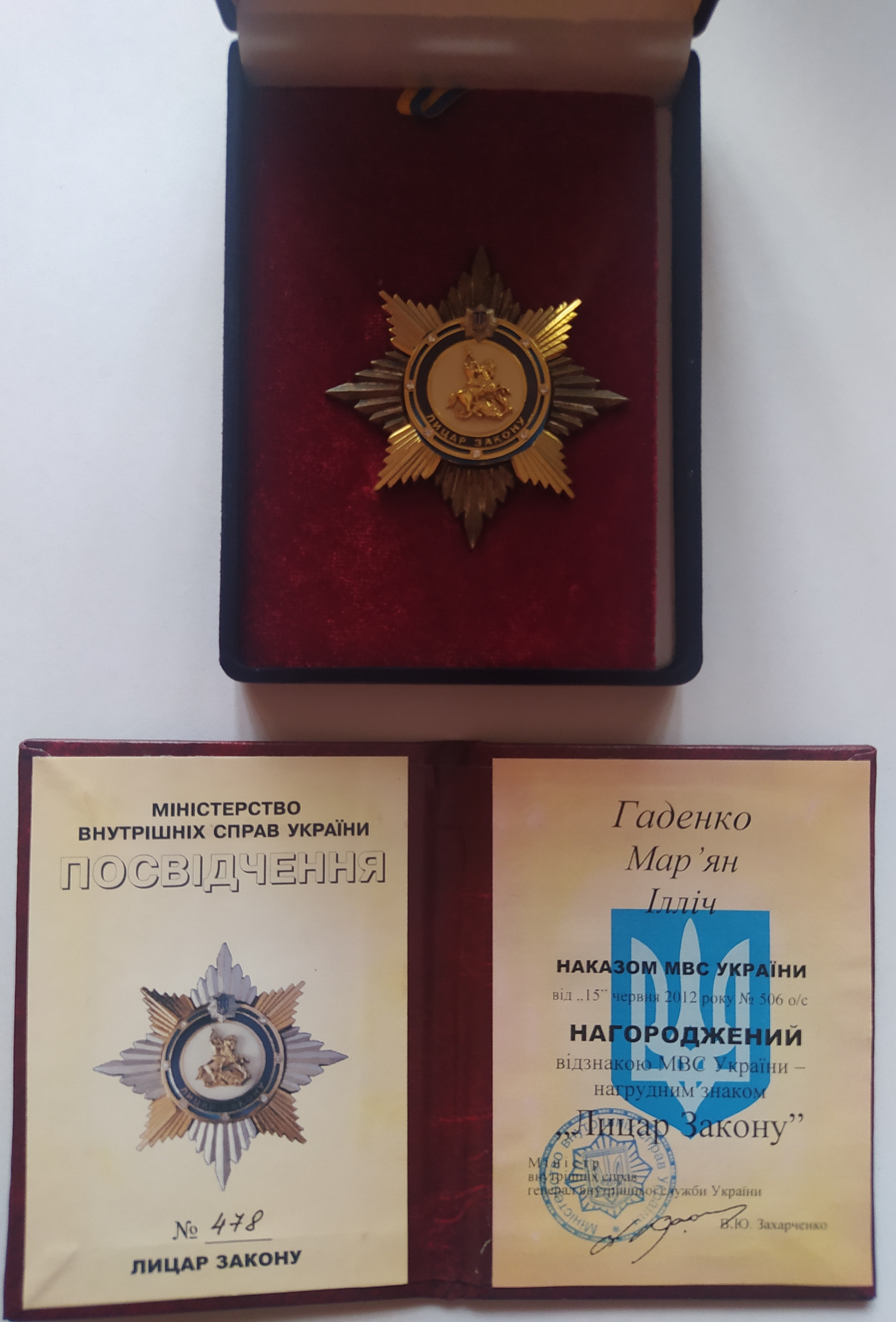
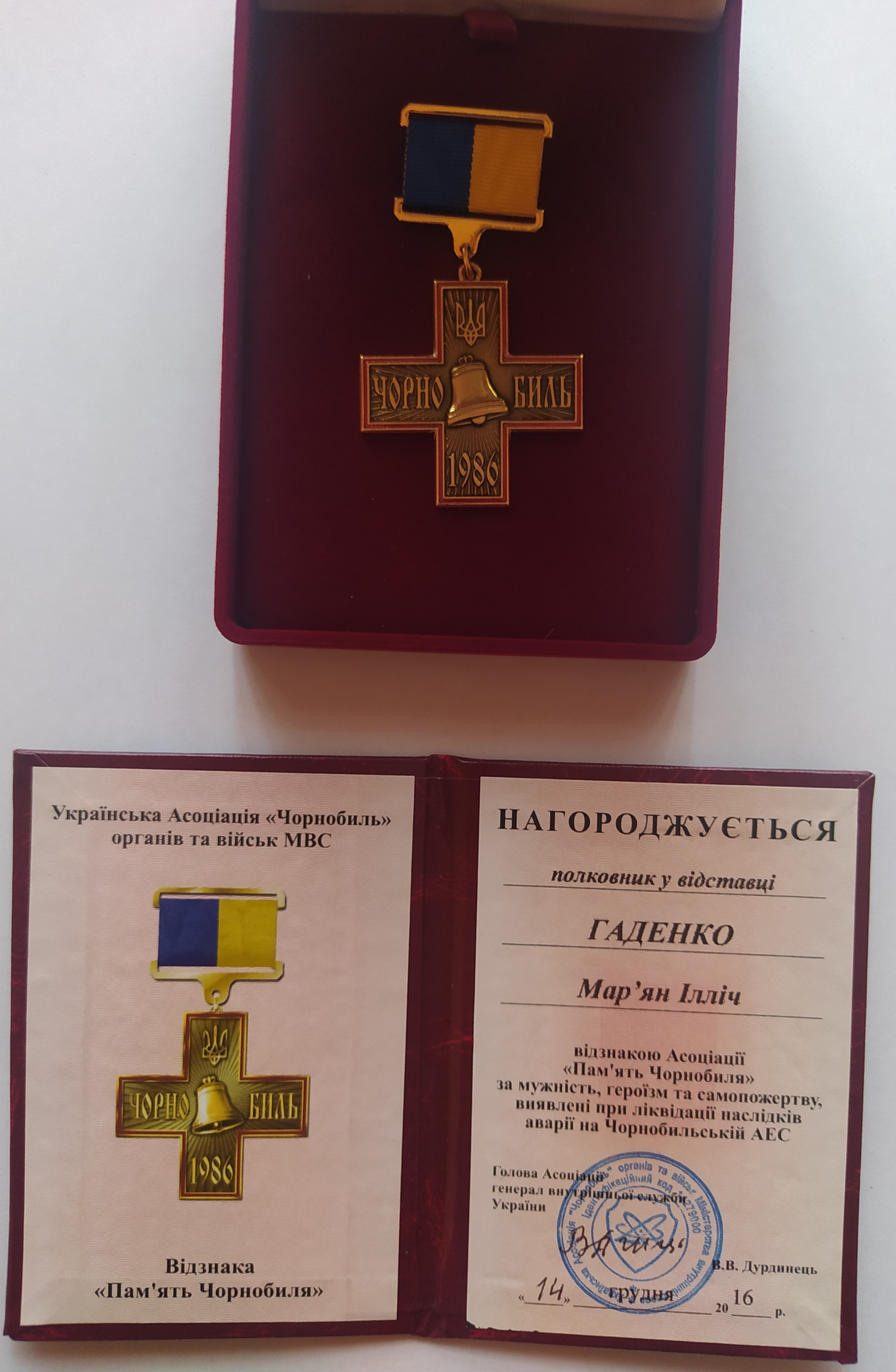
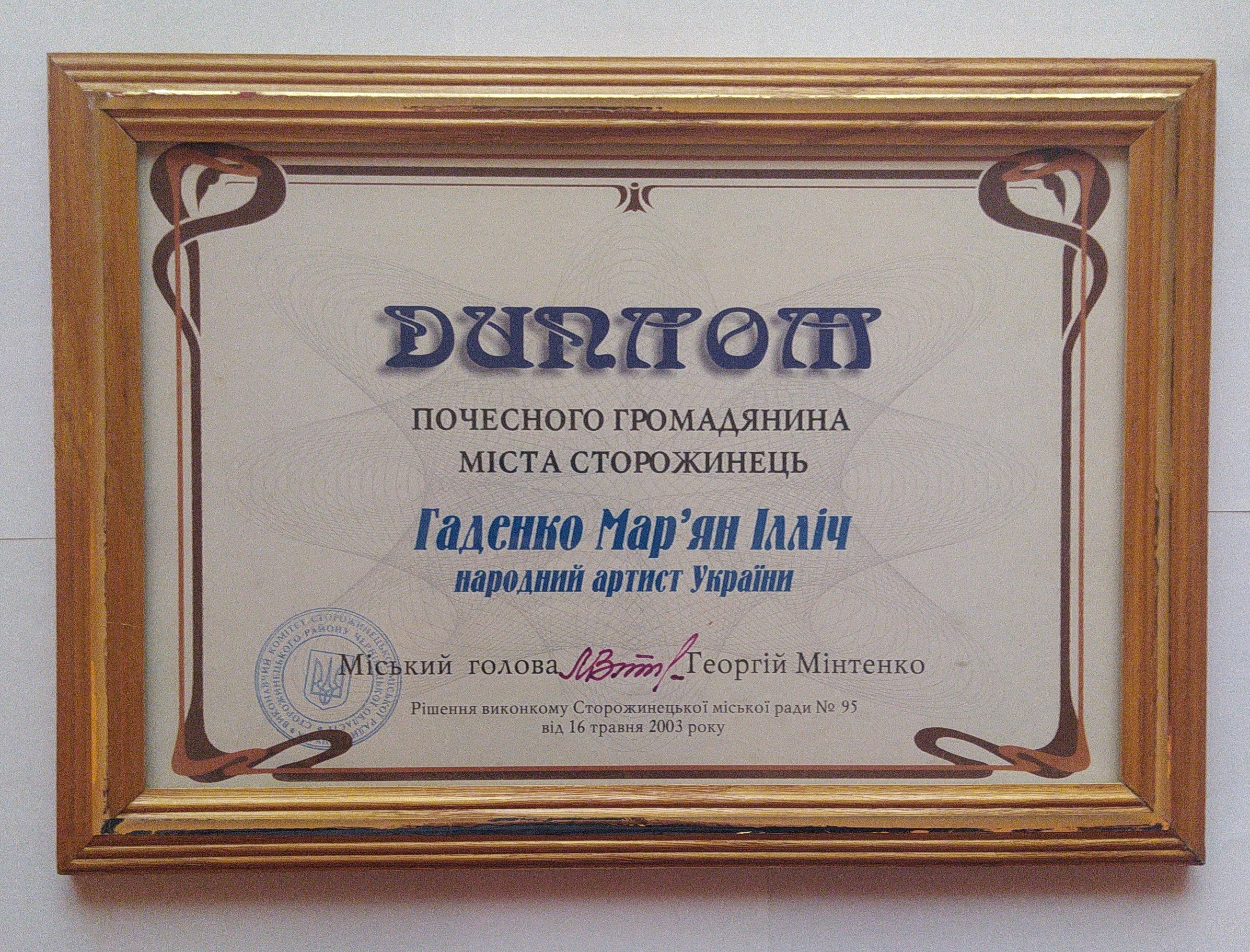
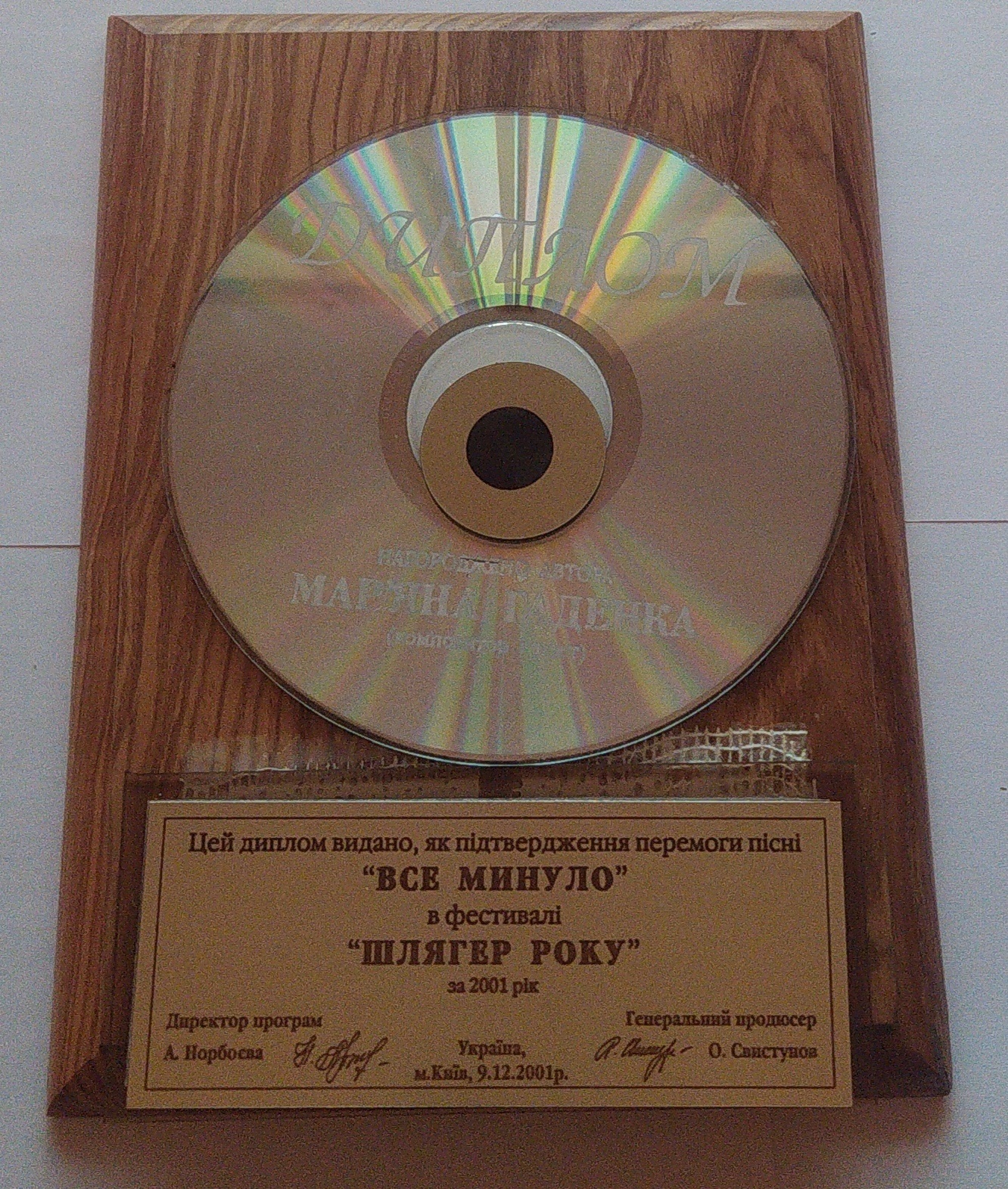
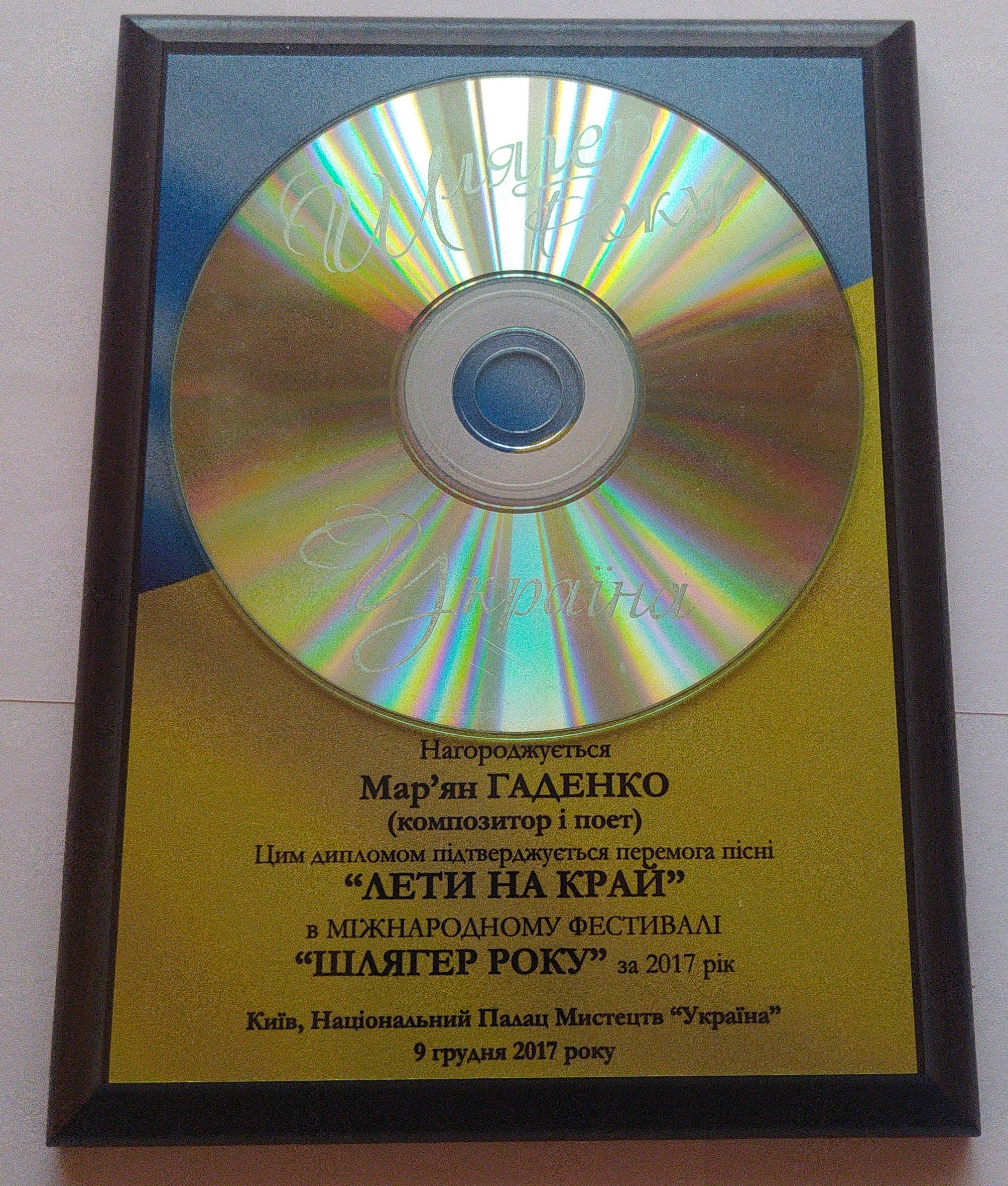
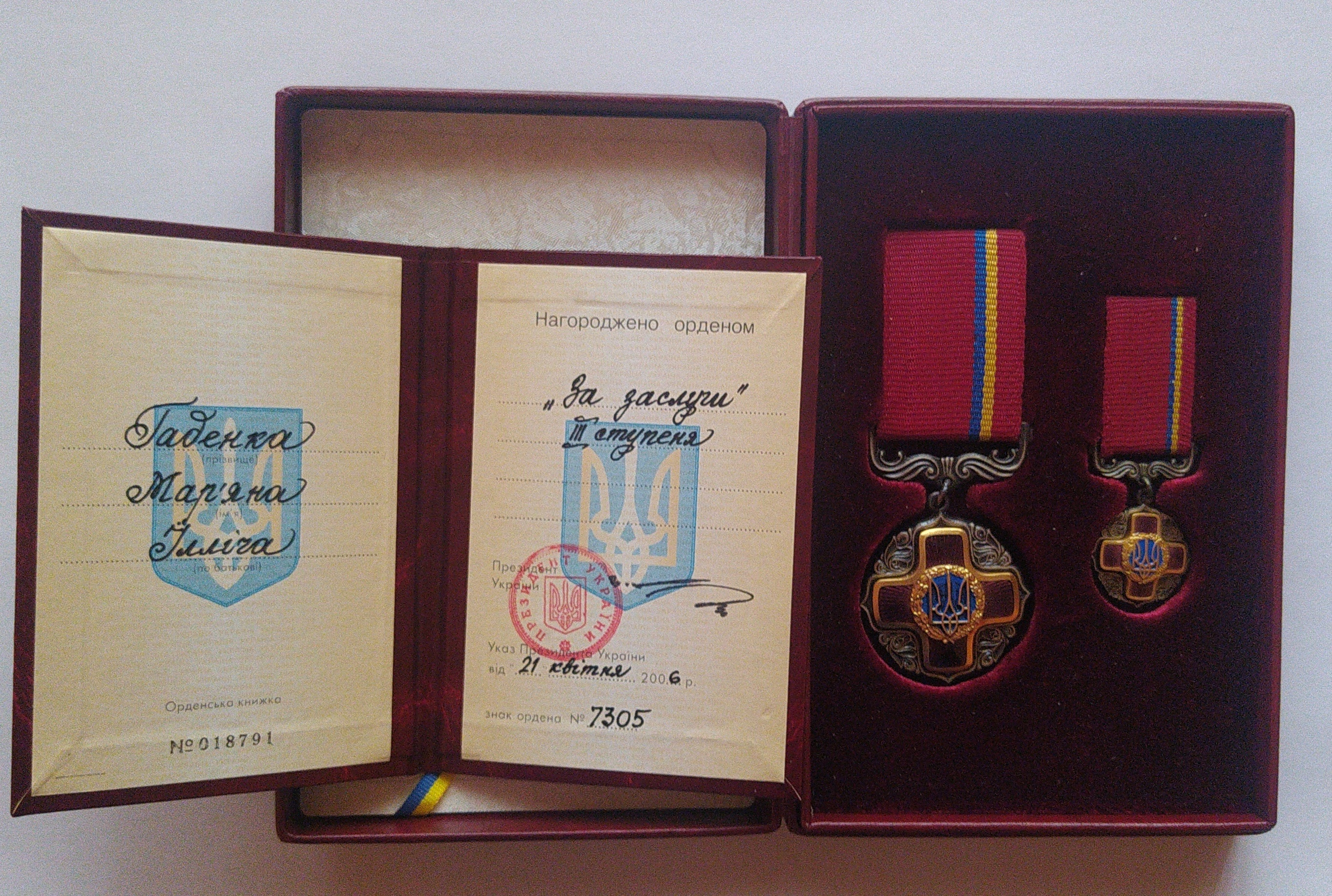
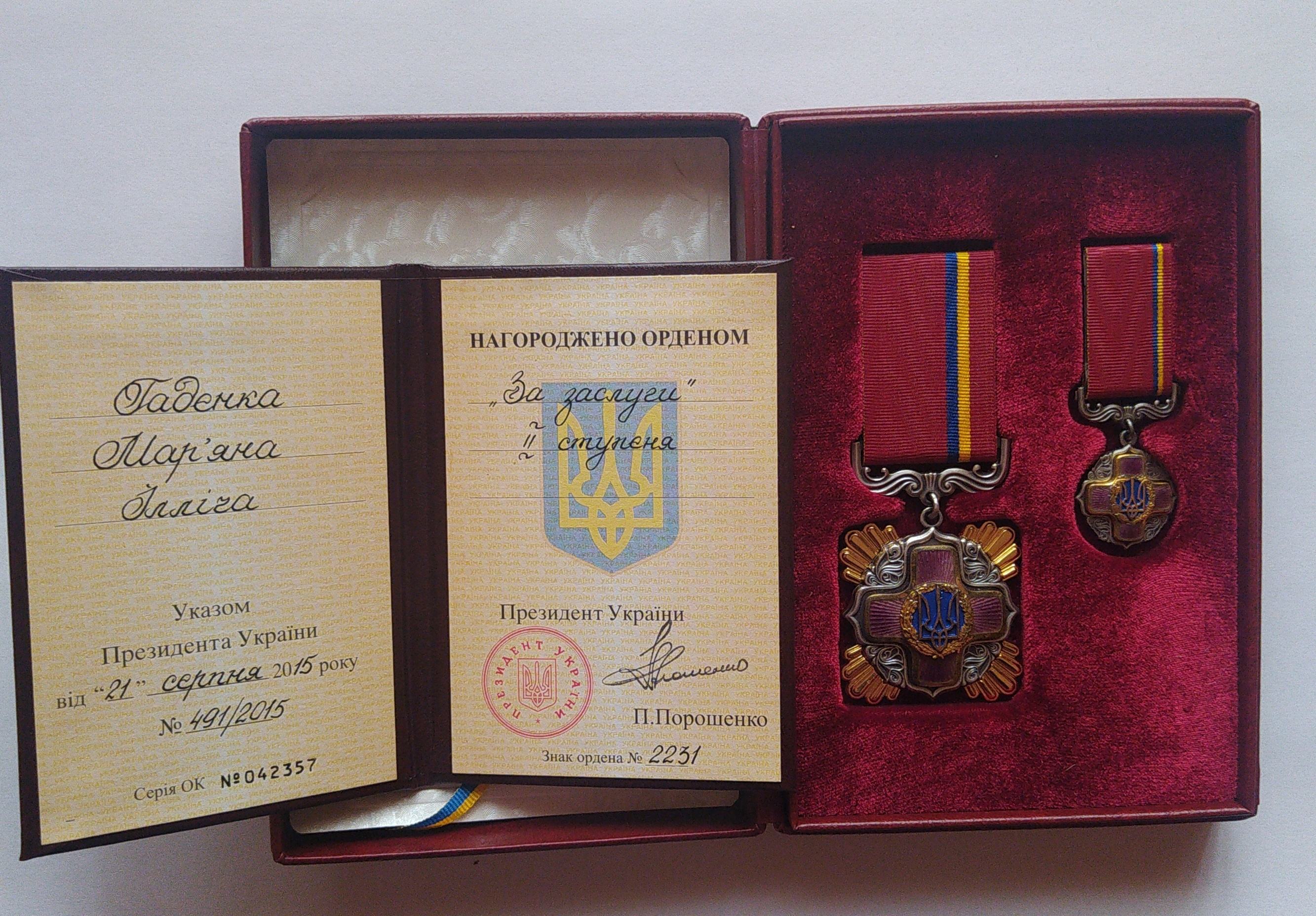
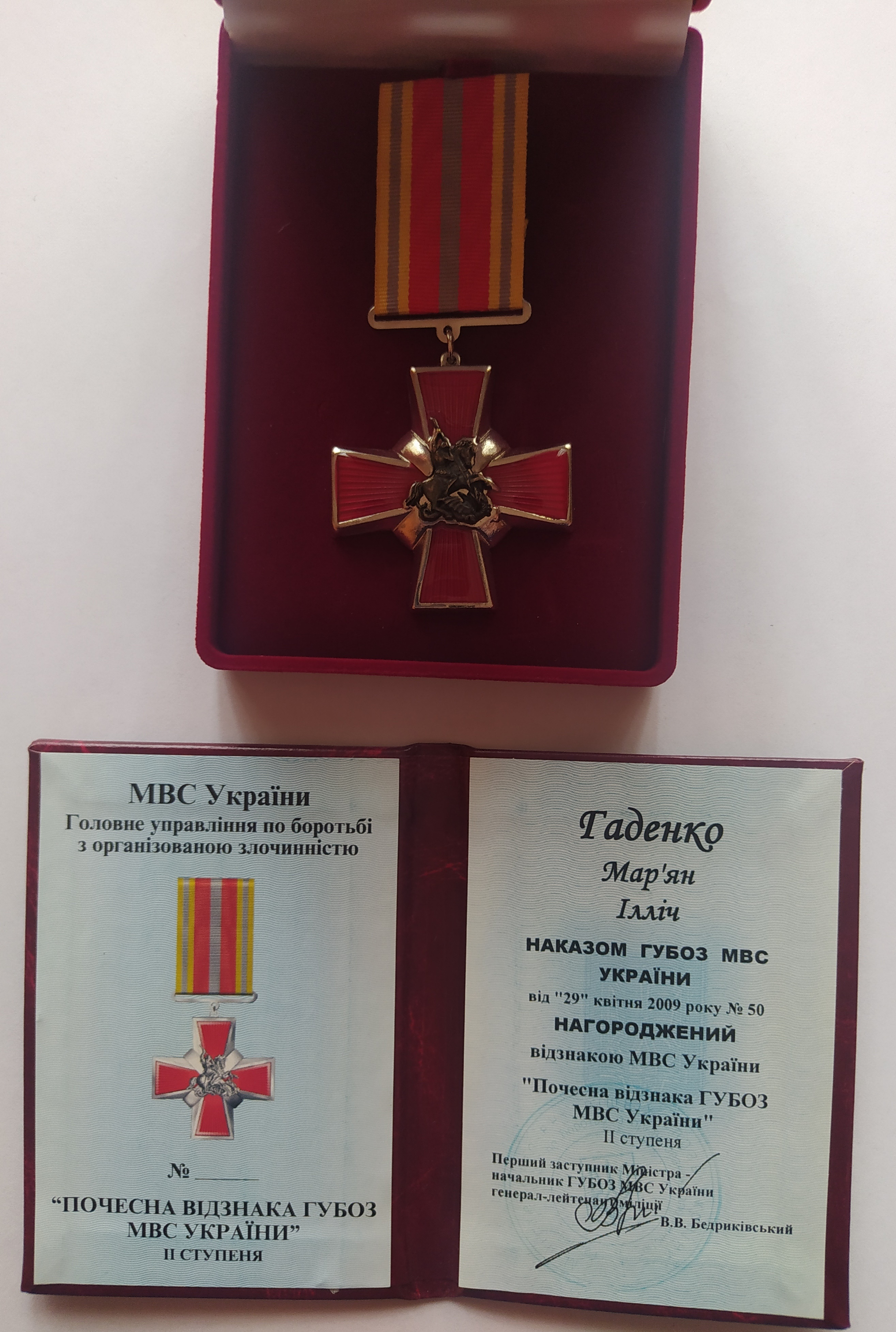
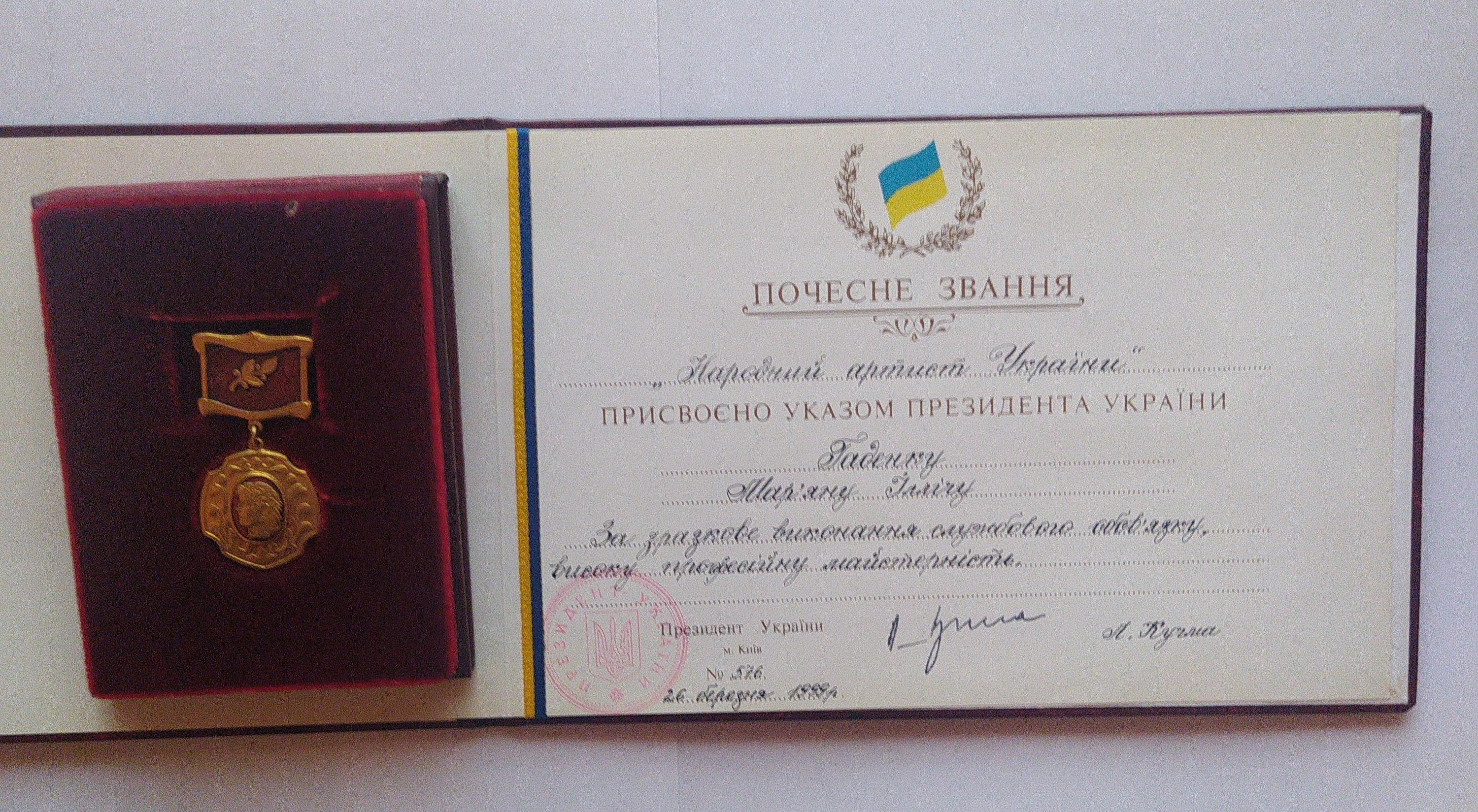
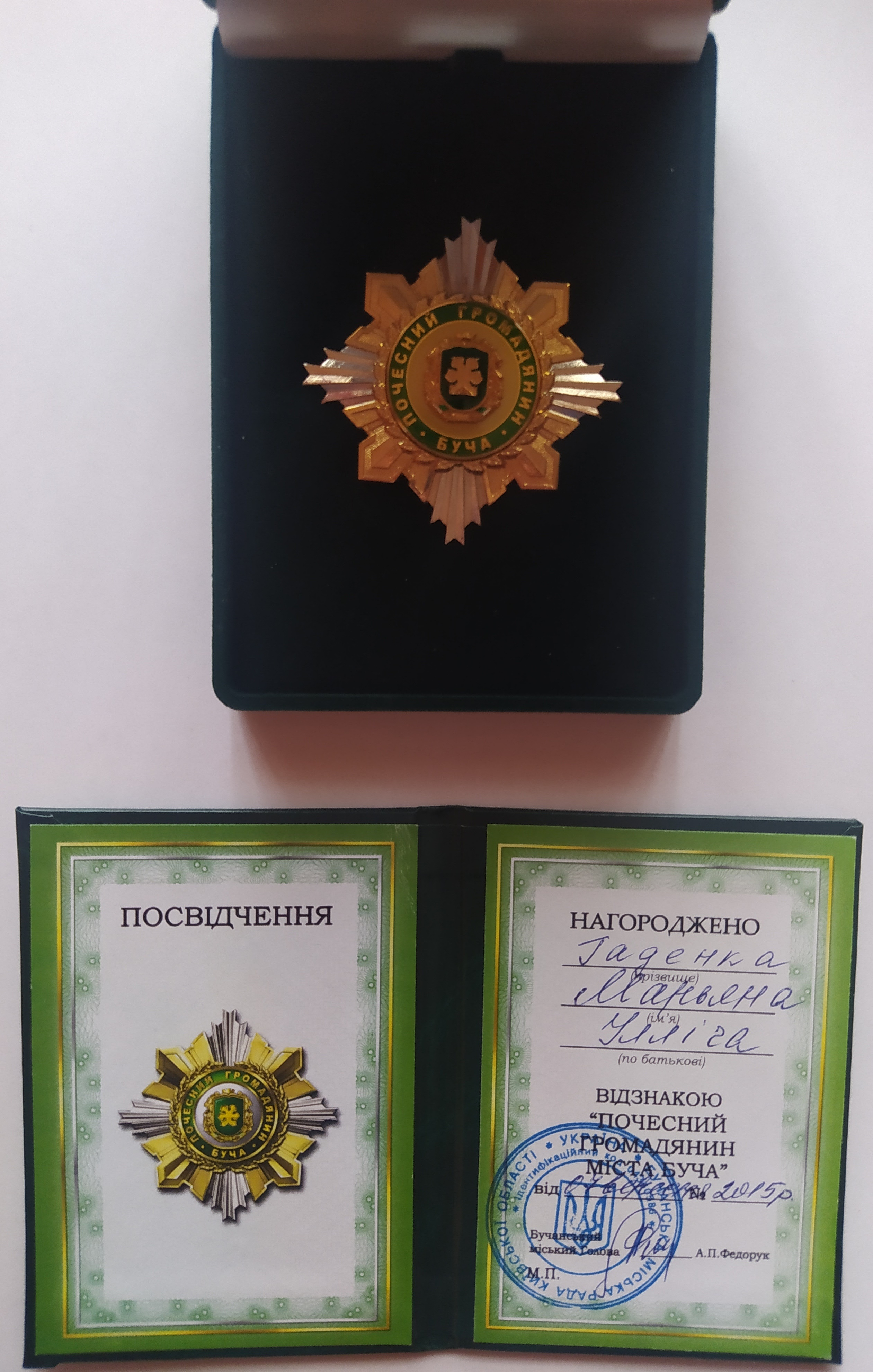
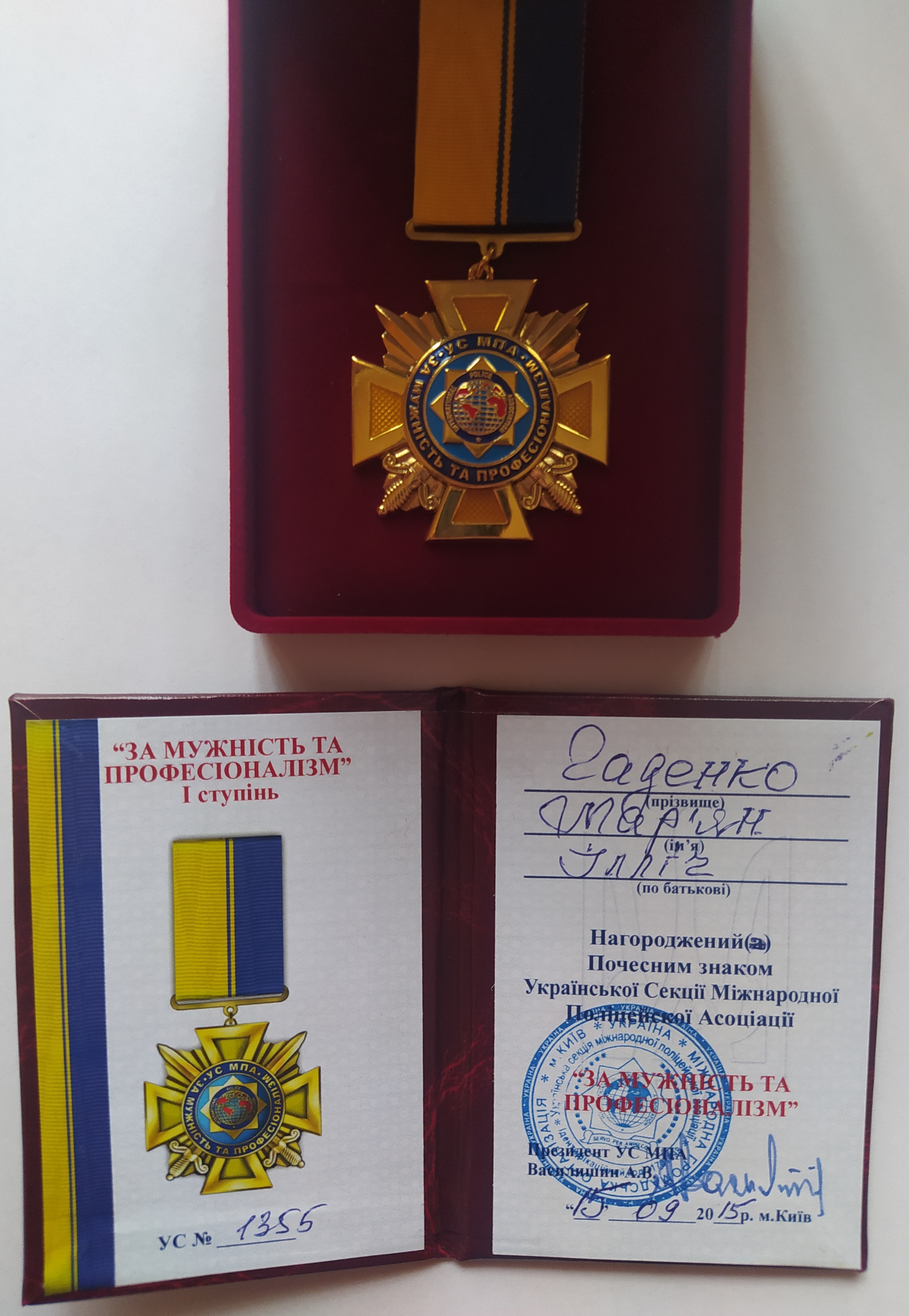
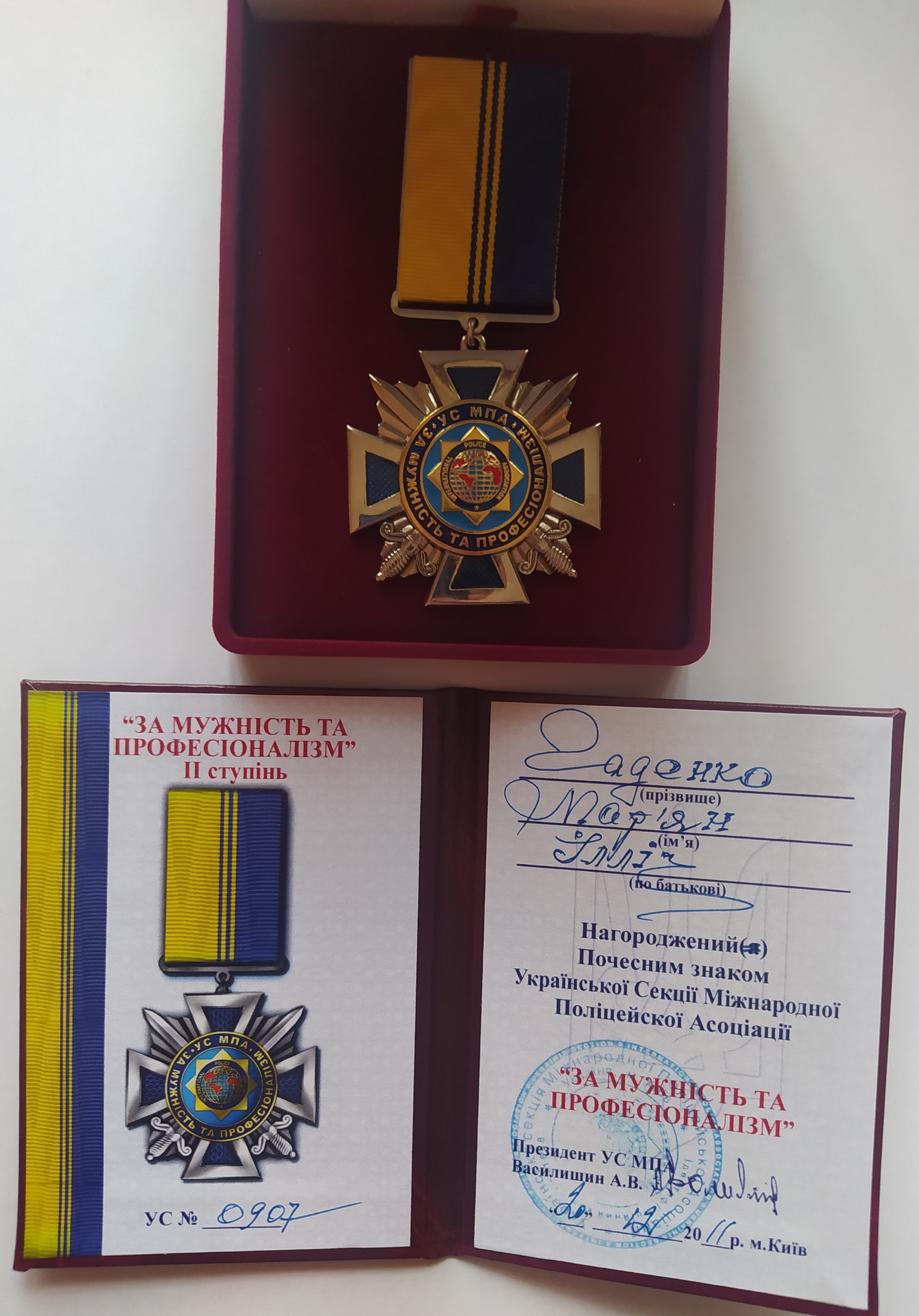
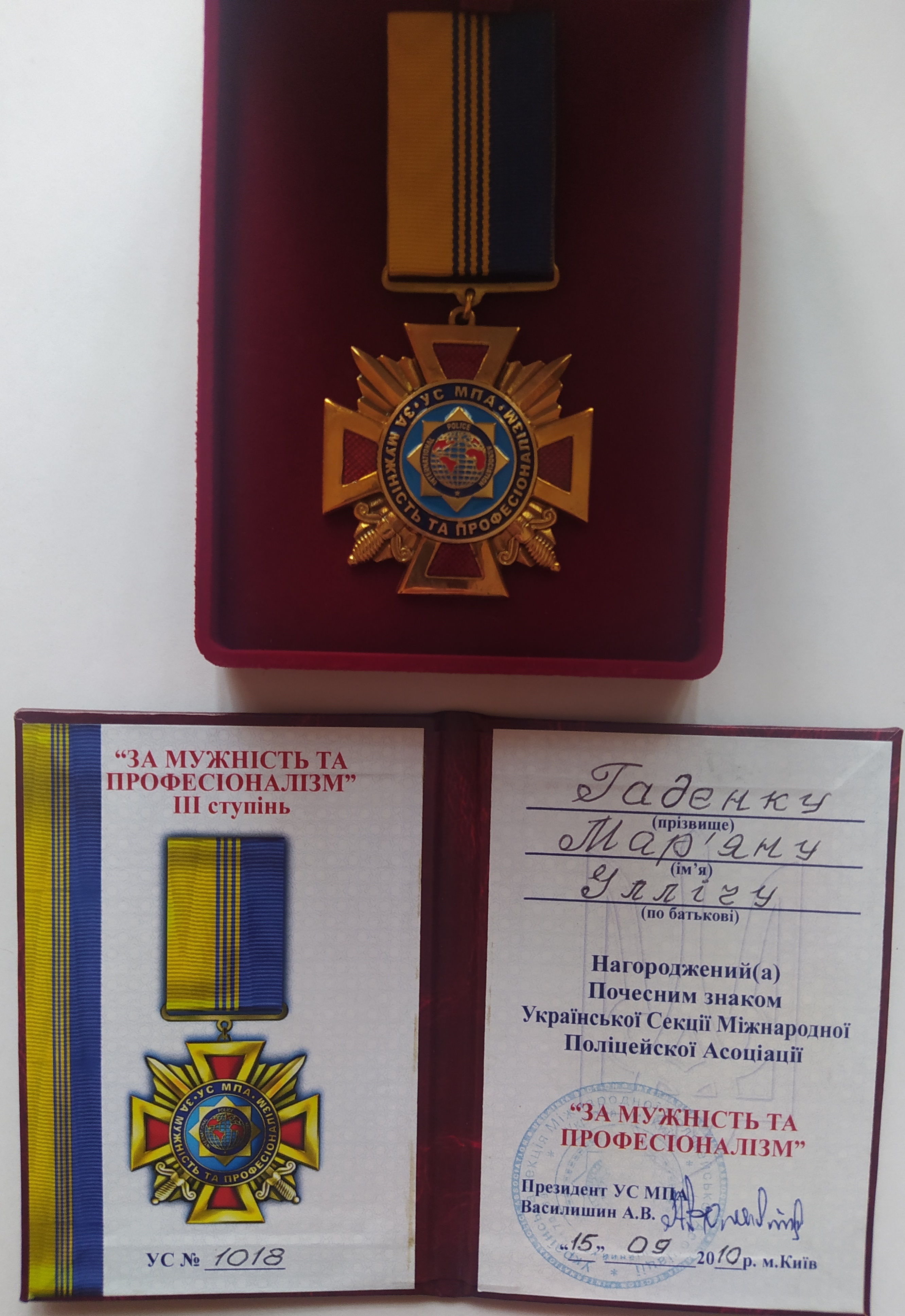

- 1997 — почесне звання «Заслужений артист України»;[13]
- 1999 — почесне звання «Народний артист України»;[14]
- 2006 — орден «За заслуги» III ступеня;[15]
- 2015 — орден «За заслуги» II ступеня;[16]
- 1989 — Лауреат фестивалю авторської пісні «Дунайська весна» (Болгарія);
- 1992 — Лауреат фестивалю авторської пісні «Оберіг»;
- Найкращий композитор телерадіофестивалю «Прем'єра пісні» (2006, 2007, 2008, 2009, 2010);
- 2001 — Диплом фестивалю «Шлягер року» за перемогу пісні «Все минуло»;
- 2003 — Почесний громадянин міста Сторожинець;
- 2005 — Відзнака МВС України «За безпеку народу» ІІ ступеня;
- 2005 — Відзнака МВС України «За безпеку народу» І ступеня;
- 2009 — Почесна відзнака ГУБОЗ МВС України ІІ ступеня;
- 2010 — Почесний знак «За мужність і професіоналізм» ІІ ступеня Української Секції Міжнародної Поліцейської Академії;
- 2011 — Почесний знак «За мужність і професіоналізм» ІІ ступеня Української Секції Міжнародної Поліцейської Академії;
- 2012 — Відзнака МВС України - нагрудний знак «Лицар Закону»;
- 2012 — Відзнака МВС України - нагрудний знак «Закон і честь»;
- 2015 — Почесний знак «За мужність і професіоналізм» І ступеня Української Секції Міжнародної Поліцейської Академії;
- 2015 — Почесний громадянин міста Буча;
- 2016 — Відзнака «Пам'ять Чорнобиля» Української Асоціації «Чорнобиль» органів та військ МВС;
- 2017 — Диплом фестивалю «Шлягер року» за перемогу пісні «Лети на край»;
- 2018 — Ювілейна відзнака Чернівецької обласної державної адміністрації «100 років буковинському віче».